# Канари, Дэвид
Дэвид Канари (англ. David Canary; 8 января 1929 — 15 ноября 2015) — американский актёр, известный по ролям в фильмах «Все мои дети» и «Бонанза».

## Биография
Родился в городе Элвуд, штат Индиана, но вырос в Массиллоне, штат Огайо. В детстве увлекался футболом. В Массиллоне он окончил в школу и поступил в университет Цинциннати, где получал спортивную стипендию. Там он учился с 1957 по 1959 год. Канари начал подготовку для профессии певца в колледже университета искусств и наук и получил степень бакалавра в области музыки в 1960 году. В 1960 году он был выбран в американскую футбольную лигу (AFL). Комментируя отбор в интервью 2004 года для архива американского телевидения, он сказал: «Я думал, что они выжили из ума. Во мне было 172 фунтов, я не был очень быстр, и я даже не мог поймать пас». Вместо того, чтобы подписать контракт со спортивным клубом «Бронкос», он отправился в Нью-Йорк, чтобы стать актёром. Два года ему пришлось служить в армии Соединённых Штатов, где он вступил в общевойсковой корпус в 1963 году. После окончания службы, Канари переехал в Лос-Анджелес, чтобы продолжить свою актёрскую карьеру.

## Карьера
После полу-регулярной роли Руса Геринга в фильме «Пейтон Плейс», Дэвид сыграл в сериале «Бонанза», после которого добился международной известности. В 1967 году он появился в вестерне «Омбре: Отважный стрелок», ставшем впоследствии классикой, в котором он снялся совместно с Полом Ньюманом, Ричардом Буни, и Кэмероном Митчеллом.
Дэвид Канари был одним из кандидатов на исполнение роли мистера Спока в сериале «Звёздный путь». Выбор между множеством кандидатов, остановился на Леонарде Нимое и поэтому Канари не принял участия в проекте.

## Личная жизнь
Канари был женат на актрисе Морин Мэлони, с которой у него были сын Крис и дочь Кейт.

## Фильмография
| Год  | Фильм                                                                   | Роль            | Примечание             |
| ---- | ----------------------------------------------------------------------- | --------------- | ---------------------- |
| 1967 | Омбре: Отважный стрелок (англ. Hombre)                                  | Ламар Дин       |                        |
| 1967 | Резня в день Святого Валентина (англ. The St. Valentine's Day Massacre) | Франк Гусенберг |                        |
| 1969 | Компьютер в кроссовках (англ. The Computer Wore Tennis Shoes)           | Г-н Вальски     |                        |
| 1973 | Incident on a Dark Street                                               | Питер Галлахер  | Телепередача           |
| 1974 | Мелвин Первис: Человек правительства (англ. Melvin Purvis: G-Man)       | Евгений Фарбер  | Телепередача           |
| 1975 | Акульи сокровища (англ. Sharks' Treasure)                               | Ларри           |                        |
| 1975 | Отряд (англ. Posse)                                                     | Пенстемон       |                        |
| 1975 | Джонни Огненное облако (англ. Johnny Firecloud)                         | Джесси          |                        |
| 1994 | Тайный Санта (англ. Secret Santa)                                       | Санта           | Короткометражный фильм |